# قشلاق حاج‌اوغلو
قشلاق حاج‌اوغلو یکی از روستاهای استان آذربایجان شرقی است که در دهستان نقدوز بخش فندقلو شهرستان اهر واقع شده‌است.این روستا ۱۷۹ نفر جمعیت دارد.